# Philip Howard, XX conte di Arundel
Philip Howard, XX conte di Arundel (Londra, 28 giugno 1557 – Londra, 19 ottobre 1595), è stato un nobile inglese, appartenente alla famiglia cattolica degli Howard. Martirizzato sotto Elisabetta I, è venerato come santo dalla Chiesa cattolica ed è ricordato come uno dei santi quaranta martiri di Inghilterra e Galles.

## Biografia

### Infanzia
Figlio di Thomas Howard, IV duca di Norfolk e Lady Mary FitzAlan, figlia di Henry FitzAlan, XIX conte di Arundel, nacque a Londra nel palazzo di famiglia sito sullo Strand. Il suo battesimo avvenne presso Whitehall Palace alla presenza della famiglia reale: i padrini furono la regina Maria I ed il marito Filippo II di Spagna, dal quale il bambino prese il nome. Maria Tudor (1553-58), primogenita di Enrico VIII, aveva riportato quasi interamente l'Inghilterra al Cattolicesimo, nonostante fosse stata già avviata, sotto il regno del padre, l'instaurazione della Chiesa anglicana.
Philip era erede del più potente ducato e della maggiore contea dell'Inghilterra Sua madre morì poche settimane dopo il parto. Il padre si risposò, ma anche la seconda moglie morì. Nel 1567 il duca si unì ad Elizabeth Dacre, una vedova già madre di quattro figli, ma seguì la sorte delle due mogli che l'avevano preceduta morendo anch'essa di parto. Intanto nel 1558 era salita al trono Elisabetta Tudor che, al contrario di Maria, era decisa a portare tutti i sudditi inglesi all'anglicanesimo. Il duca-padre si uniformò alla religione di stato. Acquistò l'ex certosa di Londra e la convertì in residenza privata. Qui il figlio Philip visse dall'età di sette anni.

### Matrimonio
Il duca-padre scelse come precettore di Philip uno dei migliori eruditi cattolici in circolazione a quel tempo, Gregory Martin. Stabilì che il figlio seguisse un'istruzione classica, ma che si conformasse ai dettami della religione di stato. Nel 1569 il padre, accusato di sostenere la causa cattolica, fu rinchiuso nella Torre di Londra. Venne liberato nell'agosto 1570. L'anno seguente fece in tempo ad organizzare il matrimonio del figlio primogenito prima di essere arrestato una seconda volta e decapitato con l'accusa di alto tradimento. A quattordici anni, dunque, Philip si unì in matrimonio con Anne Dacre, di fede protestante, una delle figlie della sua terza moglie (1571).
Nel 1576, dopo aver prestato giuramento sull'Atto di Supremazia, Philip si laureò al St John's College di Cambridge. Nello stesso anno iniziò a frequentare la corte di Elisabetta. Grazie alla sua bellezza ed ai suoi modi gentili divenne uno dei favoriti della regina. 
Dovette quindi accettare l'invito della regina a dimorare permanentemente a palazzo. Questo significò dividersi dalla moglie: Anne Dacre continuò a vivere da sola nel castello di Arundel.
In pochi anni Philip dissipò il suo patrimonio fino ad arrivare ad indebitarsi. Quando morì il nonno materno, nel 1580, ereditò il prestigioso titolo di conte di Arundel ed un posto in Parlamento. Nel 1581, spinto dalla curiosità, ebbe modo di assistere a una disputatio tra i sacerdoti cattolici Edmund Campion e Ralph Sherwin, allora prigionieri nella Torre, e un gruppo di teologi protestanti. Rimase talmente ammirato dall'erudizione dei sacerdoti, unita al fervore religioso che li animava, che iniziò a pensare di convertirsi all'«antica religione». Passò un lungo periodo tra ripensamenti e tormenti interiori, poi decise di cambiare il suo stile di vita. Si riconciliò con la moglie, venendo così a sapere che ella già da tempo aveva aderito alla fede cattolica.
Nel 1583 nacque la loro prima figlia, Elizabeth. L'anno dopo Philip si convertì segretamente al cattolicesimo. Da allora dovette inventare scuse per non presentarsi a corte alle funzioni di rito anglicano. Ma la regina aveva incaricato una spia di seguirne gli spostamenti e, non appena scoprì la vera fede di Philip la informò. Al conte non rimase che fuggire sul continente. Anne era incinta del secondo figlio e non poté seguirlo. In una notte di aprile 1585 il conte e il suo seguito salparono da Littlehampton (un porto ad un'ottantina di chilometri a sud-ovest di Londra). La nave era già in alto mare quando fu fermata dai funzionari del governo, che fecero invertire la rotta e riportarono l'imbarcazione al porto di Littlehampton.

### Arresto e condanna a morte

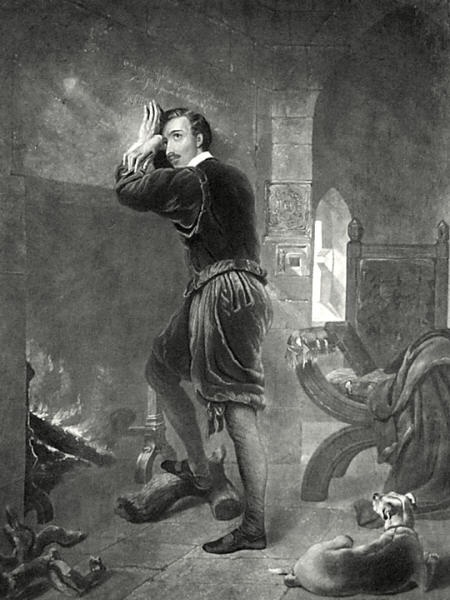
Dipinto del XIX secolo di William Barraud raffigurante Philip Howard durante la prigionia

Philip fu rinchiuso nella Torre il 25 aprile 1585. Rimase in attesa di giudizio quattro anni. Durante i mesi di carcere duro subì pesanti umiliazioni volte a piegare la sua volontà. Ma il conte non abiurò il cattolicesimo: si fece forza pregando e pensando alla nuova vita che conduceva da quando aveva scoperto la fede cattolica. Sulle pareti della sua cella incise, in latino, queste parole (tuttora visibili) ispirate alla Lettera di San Paolo ai Romani:
( )
Dopo parecchi mesi di carcere duro fu trasferito in una cella meno maleodorante. Gli fu permesso di leggere libri, tra cui le opere dei Padri della Chiesa e il breviario, e di tenere il cane di famiglia, che era di sua moglie e che Philip adorava (il cane venne in seguito immortalato insieme al padrone in una statua nella cattedrale di Arundel). Nella sua cella praticò la meditazione e diverse penitenze. Praticò il digiuno a pane ed acqua tre volte alla settimana e nelle ricorrenze principali dell'anno liturgico.

Il 14 aprile 1589 fu processato, ritenuto colpevole di tradimento e condannato alla pena capitale. Tuttavia Elisabetta non firmò mai la condanna a morte, per cui l'esecuzione venne sospesa. Il prigioniero venne quindi lasciato nel costante pericolo di essere giustiziato. Philip trascorse così altri dieci anni.
Durante questo periodo il gesuita e letterato Robert Southwell riuscì a fargli pervenire le sue lettere, che contenevano consigli spirituali e che l'informavano sullo stato di salute della moglie e dei figli. Nel corso degli anni nacque tra i due una grande amicizia. Il conte riuscì a far pervenire a Southwell questo biglietto:
Scrisse anche numerose meditazioni ed opere poetiche sulla sofferenza di Cristo crocifisso; inoltre tradusse dal latino alcuni libri di contenuto religioso.

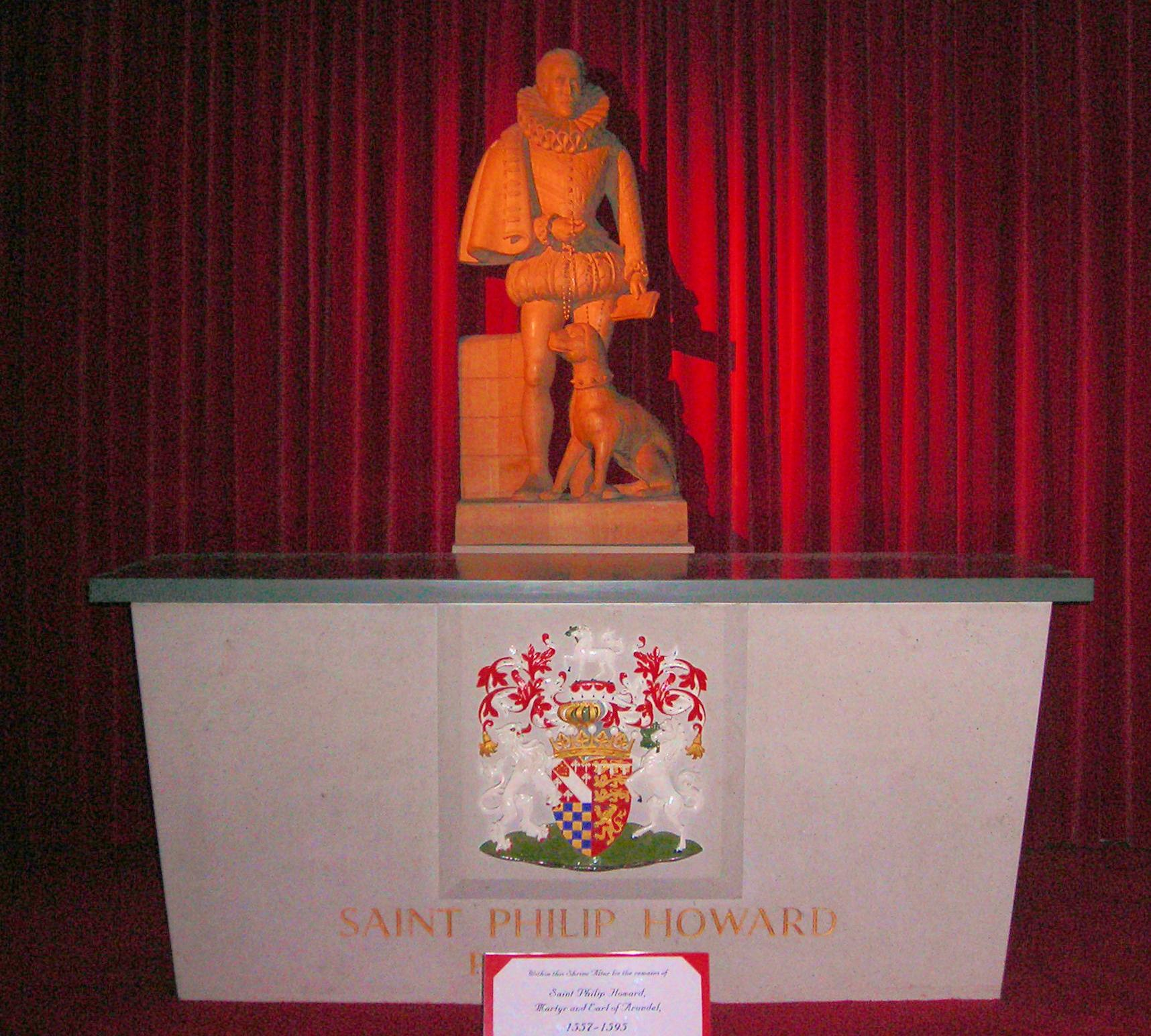
Santuario di San Philip Howard

Nel 1595 fu giustiziato Robert Southwell. La salute di Howard peggiorò. Presentendo la morte vicina, fece richiesta alla regina di poter rivedere la moglie ed il figlio Thomas, nato dopo il suo imprigionamento. La regina rispose: «Se vorrà aderire alla religione protestante, egli non solo rivedrà moglie e figli ma sarà restaurato dei suoi titoli e proprietà». A queste parole, Philip rispose: «Dite a Sua Maestà che se davvero è la mia religione la causa per tutte le sofferenze che sto patendo, mi spiace ma ho soltanto una vita da perdere». Egli rifiutò l'offerta della regina e morì solo nella Torre la domenica del 19 ottobre 1595 venendo subito acclamato martire dalla comunità cattolica.
Venne sepolto senza cerimonie sotto il pavimento della Chiesa di San Pietro ad Vincula all'interno delle mura della Torre. Ventinove anni dopo, la sua vedova ed il figlio ottennero il permesso di Giacomo I d'Inghilterra, succeduto ad Elisabetta, di rimuovere il corpo per deporlo nella cappella Fitzalan all'interno del castello di Arundel.
La figlia Elizabeth morì giovane nel 1599; la moglie Anne si spense nel 1630. Il figlio Thomas, che ereditò il titolo di conte, si convertì al protestantesimo, ma ritornò al cattolicesimo dopo essersi trasferito in Italia, dove morì nel 1646; suo figlio William seguì l'esempio del nonno e venne martirizzato nel 1680. Oggi è beato.

## Culto
Philip Howard fu beatificato da Pio XI il 15 dicembre 1929 e fu canonizzato da Paolo VI il 25 ottobre 1970 nel novero dei Quaranta martiri inglesi e gallesi.
San Philip Howard è uno dei santi patroni della diocesi di Arundel e Brighton. La cattedrale di Arundel venne commissionata da Henry Fitzalan-Howard, XV duca di Norfolk nel 1868 ed originariamente conosciuta come chiesa di San Filippo Neri. Venne creata cattedrale nel 1965 e dedicata a San Philip Howard nell'ottobre del 1970. La sua tomba venne traslata dalla cappella all'attuale sede, all'interno della cattedrale, nel 1971 ed oggi è meta di pellegrinaggio.
Dal Martirologio Romano: «A Londra in Inghilterra, san Filippo Howard, martire, che, conte di Arundel e padre di famiglia, caduto in disgrazia presso la regina Elisabetta per avere abbracciato la fede cattolica, fu gettato in carcere, dove, mirabilmente dedito alla preghiera e alla penitenza, meritò di ricevere la corona del martirio consunto dagli stenti e dalle torture».

## Ascendenza
|                                      |                                          |                                        | Genitori                                 |  |  | Nonni |  |  | Bisnonni                           |  |  | Trisnonni                         |  |
|                                      |                                          |                                        |                                          |  |  |       |  |  | Thomas Howard, III duca di Norfolk |  |  | Thomas Howard, II duca di Norfolk |  |
|                                      |                                          |                                        |                                          |  |  |       |  |  | Thomas Howard, III duca di Norfolk |  |  | Thomas Howard, II duca di Norfolk |  |
|                                      |                                          | Elizabeth Tilney                       |                                          |  |  |       |  |  | Thomas Howard, III duca di Norfolk |  |  |                                   |  |
| Henry Howard, conte di Surrey        |                                          |                                        |                                          |  |  |       |  |  | Thomas Howard, III duca di Norfolk |  |  |                                   |  |
|                                      |                                          | Elizabeth Stafford                     | Edward Stafford, III duca di Buckingham  |  |  |       |  |  |                                    |  |  |                                   |  |
|                                      |                                          | Elizabeth Stafford                     | Edward Stafford, III duca di Buckingham  |  |  |       |  |  |                                    |  |  |                                   |  |
|                                      |                                          | Elizabeth Stafford                     | Eleanor Percy                            |  |  |       |  |  |                                    |  |  |                                   |  |
| Thomas Howard, IV duca di Norfolk    |                                          | Elizabeth Stafford                     |                                          |  |  |       |  |  |                                    |  |  |                                   |  |
|                                      |                                          | John de Vere, XV conte di Oxford       | John de Vere                             |  |  |       |  |  |                                    |  |  |                                   |  |
|                                      |                                          | John de Vere, XV conte di Oxford       | John de Vere                             |  |  |       |  |  |                                    |  |  |                                   |  |
|                                      |                                          | John de Vere, XV conte di Oxford       | Alice Kilrington                         |  |  |       |  |  |                                    |  |  |                                   |  |
| Frances de Vere                      |                                          | John de Vere, XV conte di Oxford       |                                          |  |  |       |  |  |                                    |  |  |                                   |  |
|                                      |                                          | Elizabeth Trussell                     | Sir Edward Trussell di Kibbleston        |  |  |       |  |  |                                    |  |  |                                   |  |
|                                      |                                          | Elizabeth Trussell                     | Sir Edward Trussell di Kibbleston        |  |  |       |  |  |                                    |  |  |                                   |  |
|                                      |                                          | Elizabeth Trussell                     | Margaret Dunn                            |  |  |       |  |  |                                    |  |  |                                   |  |
| Philip Howard                        |                                          | Elizabeth Trussell                     |                                          |  |  |       |  |  |                                    |  |  |                                   |  |
|                                      | William FitzAlan, XVIII conte di Arundel | Thomas FitzAlan, XVII conte di Arundel |                                          |  |  |       |  |  |                                    |  |  |                                   |  |
|                                      | William FitzAlan, XVIII conte di Arundel | Thomas FitzAlan, XVII conte di Arundel |                                          |  |  |       |  |  |                                    |  |  |                                   |  |
|                                      | William FitzAlan, XVIII conte di Arundel | Margaret Woodville                     |                                          |  |  |       |  |  |                                    |  |  |                                   |  |
| Henry FitzAlan, XIX conte di Arundel | William FitzAlan, XVIII conte di Arundel |                                        |                                          |  |  |       |  |  |                                    |  |  |                                   |  |
|                                      |                                          | Anne Percy                             | Henry Percy, IV conte di Northumberland  |  |  |       |  |  |                                    |  |  |                                   |  |
|                                      |                                          | Anne Percy                             | Henry Percy, IV conte di Northumberland  |  |  |       |  |  |                                    |  |  |                                   |  |
|                                      |                                          | Anne Percy                             | Maud Herbert                             |  |  |       |  |  |                                    |  |  |                                   |  |
| Mary FitzAlan                        |                                          | Anne Percy                             |                                          |  |  |       |  |  |                                    |  |  |                                   |  |
|                                      |                                          | Thomas Grey, II marchese di Dorset     | Thomas Grey, I marchese di Dorset        |  |  |       |  |  |                                    |  |  |                                   |  |
|                                      |                                          | Thomas Grey, II marchese di Dorset     | Thomas Grey, I marchese di Dorset        |  |  |       |  |  |                                    |  |  |                                   |  |
|                                      |                                          | Thomas Grey, II marchese di Dorset     | Cecily Bonville, VII baronessa Harington |  |  |       |  |  |                                    |  |  |                                   |  |
| Katherine Grey                       |                                          | Thomas Grey, II marchese di Dorset     |                                          |  |  |       |  |  |                                    |  |  |                                   |  |
|                                      |                                          | Margaret Wotton                        | Robert Wotton                            |  |  |       |  |  |                                    |  |  |                                   |  |
|                                      |                                          | Margaret Wotton                        | Robert Wotton                            |  |  |       |  |  |                                    |  |  |                                   |  |
|                                      |                                          | Margaret Wotton                        | Anne Belknap                             |  |  |       |  |  |                                    |  |  |                                   |  |
|                                      |                                          | Margaret Wotton                        |                                          |  |  |       |  |  |                                    |  |  |                                   |  |